# 1 Dywizja Lekkiej Kawalerii
1 Dywizja Lekkiej Kawalerii – jedna z dywizji lekkiej kawalerii w strukturze organizacyjnej armii Cesarstwa Austriackiego. Brała udział m.in. w wojnie siedmiotygodniowej (na froncie północnym).

## Skład w 1866
Jego dowódcą był generał-major Leopold Wilhelm von Edelsheim.
Dywizja składała się z następujących oddziałów i pododdziałów:
- brygada kawalerii (dowódca płk Johann von Appel)
- brygada kawalerii (dowódca płk Oliver von Vallis auf Carighmain)
- brygada kawalerii (dowódca generał-major Ignatz Fratricsevics)
- 4-funtowa 5. bateria XI Pułku Artylerii Konnej